# Museum für Frühindustrialisierung

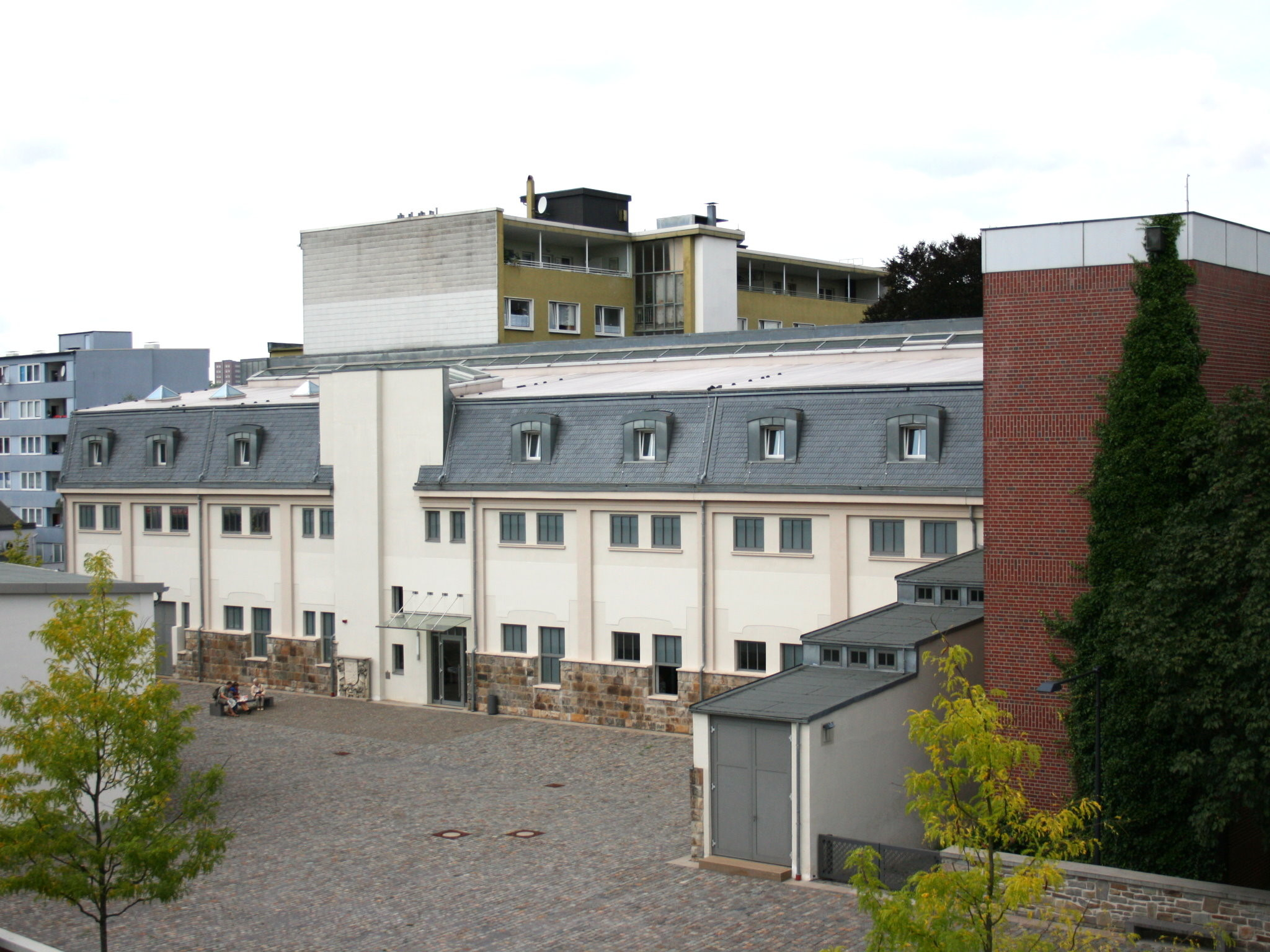
Das Museum für Frühindustrialisierung in der Reddehaseschen Remise

Das Museum für Frühindustrialisierung ist ein industrie- und sozialgeschichtliches Museum in Wuppertal-Barmen. Es ist ein Standort des Museums Industriekultur Wuppertal. Thema des Museums ist die frühe Entwicklung der Industrie im Wuppertal im vielfältigen Zusammenspiel von technik-, sozial-, wirtschafts- und mentalitätsgeschichtlichen Faktoren. Das Museum wurde am 23. Oktober 1983 eröffnet und war seinerzeit das erste sozialhistorische Museum, welches die Industrialisierung thematisierte.

## Entstehungshintergrund
Wuppertal, speziell die heutigen Stadtteile Barmen und Elberfeld, spielte eine bedeutende Rolle während der Frühindustrialisierung in Deutschland. Der industrielle Boom setzte in Wuppertal schon um 1800 ein, so dass hier auch von einer Pionierregion der Industrialisierung auf dem europäischen Kontinent gesprochen werden kann. Die Region entwickelte sich im 19. Jahrhundert zu einem der bedeutendsten Textilzentren Europas. Das Museum wurde gegründet, um diese Geschichte zu bewahren und die technischen und sozialen Entwicklungen während der Frühindustrialisierung zu dokumentieren und zu vermitteln.

## Ausstellung
Das Museum zeigt nicht nur Maschinen, sondern beschäftigt sich vor allem mit den sozialen und wirtschaftlichen Folgen der Industrialisierung. Es werden Themen wie Arbeitsbedingungen, Kinderarbeit und die Entstehung der Arbeiterbewegung thematisiert. Diese Aspekte bieten einen tiefen Einblick in die Lebenswelt der damaligen Arbeiter und ihrer Familien. Das Museum zeigt eine Vielzahl von Maschinen, Dokumenten und Alltagsgegenständen die die damalige Zeit veranschaulichen. Dazu zählen Spinnmaschinen, Webstühle und andere Geräte, die in der Textilherstellung eingesetzt wurden, aber auch Maschinen anderer Produktionszweige Wuppertals, die in der Frühindustrialisierung wichtig waren (z. B. die Metallverarbeitung und die Färberei). Darüber hinaus gibt es zahlreiche Exponate, die das Leben der Wuppertaler Arbeiter und Unternehmer zeigen sowie die sozialen Auswirkungen der Industrialisierung beleuchten.

### Gebäude

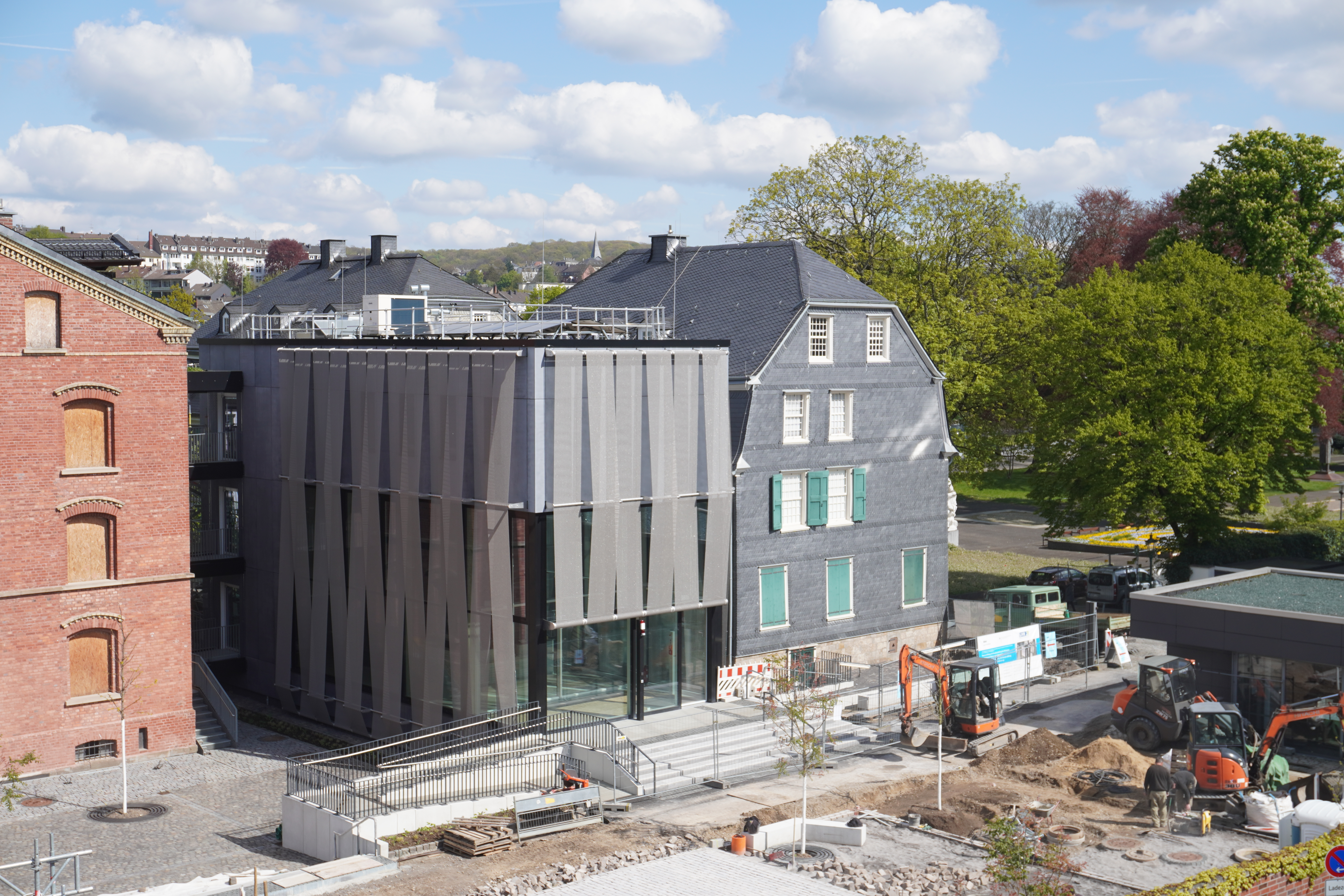
Besucherzentrum Museum für Frühindustrialisierung, links die Kannegießersche Fabrik, rechts das Engels-Haus

Das Museum befindet sich in zwei authentischen Gebäuden, der Kannegießerschen Fabrik und der Reddehaseschen Remise, was der Ausstellung eine industrielle Atmosphäre verleiht. Die Architektur der Gebäude ist selbst ein Zeugnis der industriellen Entwicklung der Region. Die Kannegießersche Fabrik wurde 1895 von dem Kolonialwarenhändler Ernst August Kannegießer als Lager erbaut (es war nie eine Fabrik). Die Reddehasesche Remise ist ein früher Stahlbetonbau, der um 1900 errichtet worden ist. Hier konnten Pferde gemietet werden, die insbesondere für den Warentransport vom nahe gelegenen Barmer Bahnhof benutzt wurden. Die Dauerausstellung des Museums wurde zunächst nur in der Kannegießerschen Fabrik gezeigt. Erst 2004 kam die wesentlich größere Reddehasesche Remise als Ausstellungsort hinzu. Sie beinhaltete auch Bibliothek, Museumsmagazin und Büroflächen.

### Besondere Ausstellungen
Das Museum organisiert immer wieder Sonderausstellungen, die sich mit spezifischen Themen der Frühindustrialisierung oder der Regionalgeschichte beschäftigen. Auch zeitgenössische Fragestellungen im Zusammenhang mit Industriekultur und -geschichte finden ihren Platz in den Ausstellungen.
Durch die Vermittlung der technischen und sozialen Entwicklungen bietet das Museum einen umfassenden Blick auf eine der prägendsten Epochen der deutschen und europäischen Geschichte, insbesondere aus der Perspektive der Region Wuppertal.

### Modernisierung des Museums für Frühindustrialisierung
Im Rahmen eines umfassenden Sanierungs- und Modernisierungsprogramms für das Engels-Haus und das Museum für Frühindustrialisierung werden die Ausstellungsgebäude des Museums Industriekultur Wuppertal ertüchtigt und saniert. Im vollständig renovierten Engels-Haus wurde 2021 eine neue Dauerausstellung zu Leben und Werk von Friedrich Engels eröffnet. Das 2024 eröffnete Besucherzentrum verbindet die beiden bisher voneinander getrennten Museen Engels-Haus und Museum für Frühindustrialisierung und bietet den Museumsgästen eine zeitgemäße Infrastruktur an. Die neue Dauerausstellung im Museum für Frühindustrialisierung wird zur Zeit neu konzipiert. Die Wiedereröffnung des Museums für Frühindustrialisierung ist für den Spätsommer 2025 geplant.